# Église de Saint-Avit-Sénieur
L’église de Saint-Avit-Sénieur est un édifice religieux situé sur la commune de Saint-Avit-Sénieur, dans le département français de la Dordogne. Elle est classée sur la liste du patrimoine mondial de l'Unesco en 1998, au titre des chemins de Saint-Jacques-de-Compostelle en France.
Les dimensions imposantes de cet édifice roman (55 m de long) sont dues au pèlerinage et à la notoriété de saint Avit, dont les reliques (aujourd'hui disparues) ont été transférées dans l'édifice au début du XIIe siècle.

## Historique
Entre 1060 et 1065, un petit groupe de moines vit près du tombeau de saint Avit qui se trouvait dans la vallée à l'ouest de l'abbaye.
Un récit hagiographique rédigé par une personne liée à l'abbaye Saint-Martial de Limoges au XIe siècle raconte qu'Avit serait né à Lanquais vers 487, aurait servi Alaric II et aurait combattu à la bataille de Vouillé avant de mener une vie d'ermite dans la vallée proche de Saint-Avit-Sénieur. Il serait mort en 570 et enterré dans la chapelle Notre-Dame-du-Val qu'il aurait construite.
La construction de l'abbaye est entreprise au début du XIIe siècle, comme l'attestent trois inscriptions lapidaires situées dans l'avant-chœur de l'église, qui relatent les événements suivants : 
- La translation du corps de saint Avit dans l'abbatiale est effectuée en 1118.
- Guillaume II d'Auberoche, évêque de Périgueux, consacre un autel en l'honneur de saint Jean-Baptiste et saint-Jean l'Évangéliste.
- En 1142, Geoffroi du Louroux, évêque de Bordeaux, consacre un autel en l'honneur de Saint Jacques.

L'église est sécularisée en 1292. Une tradition orale rapporte que les Albigeois auraient incendiés la prieurale au XIIIe siècle.
En 1525, la partie sud-ouest de la troisième travée de l'église s'écroule. Le mur est réhabilité. Des bandes protestantes détruisent une partie du clocher nord et saccagent l'abbaye en 1577.
L'abbaye est rattachée au chapitre de la cathédrale de Sarlat en 1685. Le chœur qui avait été ruiné est fermé par un chevet plat. Le cloître et les bâtiments conventuels sont effondrés et arasés.
L'église est classée au titre des monuments historiques par liste de 1862 et les vestiges de l'ancienne abbaye sont classés par arrêté du 2 novembre 1964.
En 1883 est entreprise la restauration des parties hautes de l'église sous la direction d'Henri Rapine, architecte diocésain et des Monuments Historiques.
Entre 1968 et 1971, à la suite de chutes de pierres et de l'apparition de fissures, les voûtes sont étayées sous la direction d'Yves-Marie Froidevaux. L'église est fermée au public.
De 1980 à 1992, des travaux de restauration et de confortement ponctuels de la troisième travée de l'église sont réalisés sous la direction de B. Fonquernie. En 1997, restauration générale de l'église sous la direction de Ph. Oudin. La troisième travée de l'église est ouverte au public en septembre 1998, puis en 2000, toute l'église est rouverte. En 2001, de nouveaux vitraux sont posés.

## Église primitive
Sur le site de l'église actuelle, une première église, probablement construite par des moines bénédictins, a existé jusqu'au milieu du XIe siècle.
Cette première église devait être charpentée et formée d'au moins trois travées compte tenu des trois contreforts actuels.
Les murs de cette église primitive ont été conservés lors de l'élévation de l'église actuelle. On peut en effet observer sur le mur sud du bâtiment actuel (au niveau des ruines du cloître), que :
- Sur la première et deuxième travées, les pierres sont un peu différentes dans la partie inférieure. Elles sont en pierre plus grossièrement taillées.
- La position des fenêtres n'est pas en rapport avec la position des contreforts. Les contreforts actuels doivent donc être ceux de l'église primitive, qui ont été prolongés vers le haut.
- La partie est de l'église actuelle est différente de la partie ouest : elle montre une série d'arcatures. L'église primitive ne devait donc pas être aussi longue que l'actuelle.

## Église actuelle

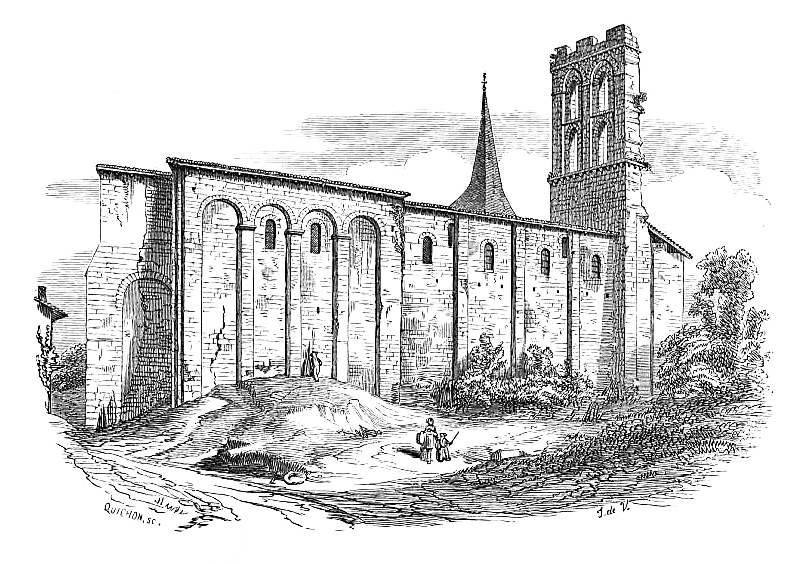
Vue de l'église de Saint-Avit-Sénieur
dans L'architecture byzantine en France
Félix de Verneilh (1851)

L'église actuelle a été élevée à l'époque romane, fin XIe - début XIIe siècle. Elle a été commencée par le chevet et l'avant-chœur : en effet, 2 inscriptions lapidaires datées de 1117 et 1118 (cette dernière relatant le transfert du corps de saint Avit) permettent d'en dater assez précisément la construction. Les 2 autres travées ont probablement été construites ultérieurement, car le profil des arcs porteurs des voûtes sont proches de ceux de Cahors et Souillac construits vers 1130-1150.
La construction de cette deuxième église a été effectuée par des chanoines augustiniens.

### Extérieur

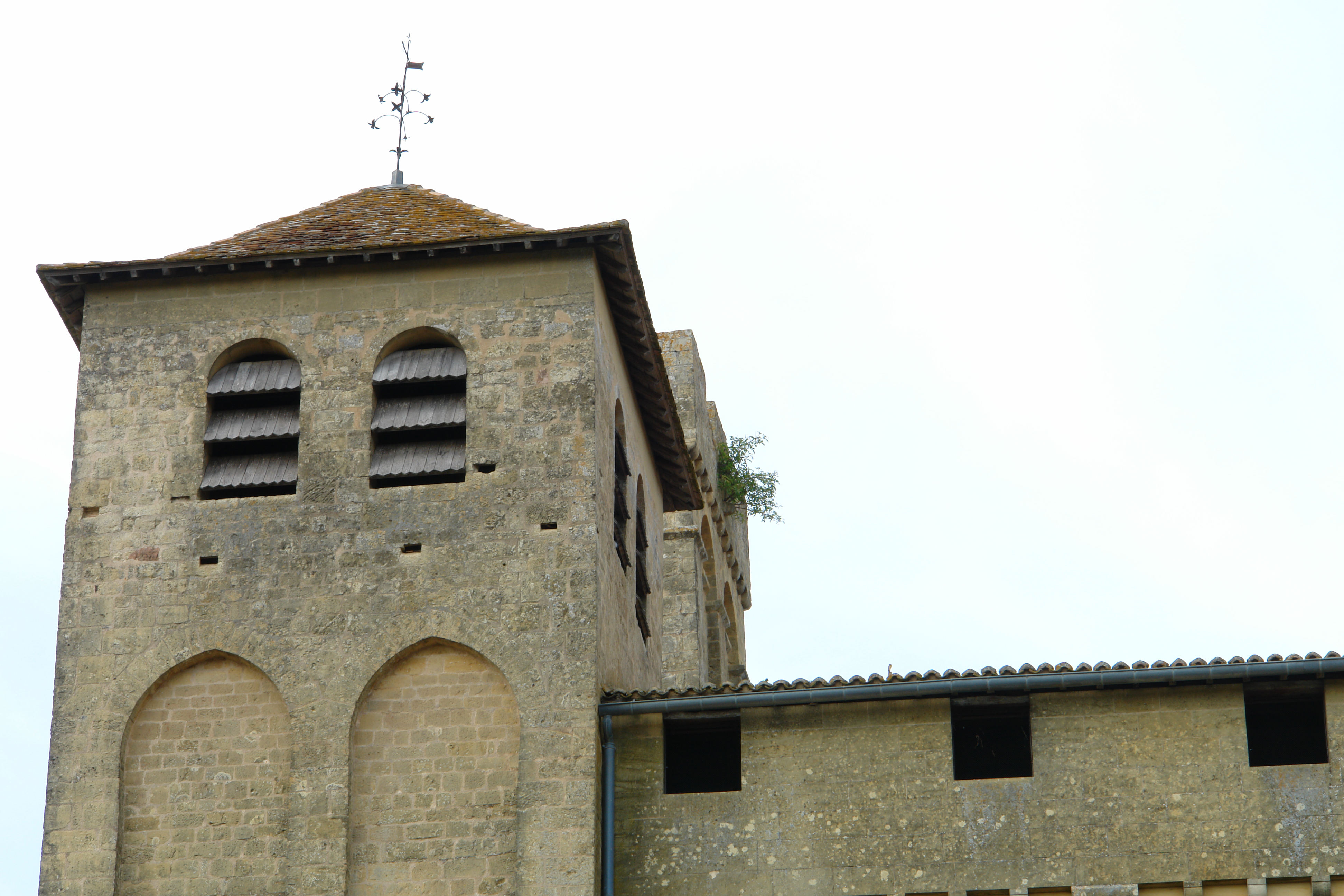
La tour sud-ouest

#### Façade ouest
L'entrée est surmontée d'un crénelage et de deux clochers datant du XIIIe siècle. Le clocher nord a été partiellement détruit au cours des guerres de Religion.
La tour nord-ouest devait être voutée d'une sorte de coupole ou d'une terrasse : on remarque des pierres en encorbellement. Au-dessous sont visibles les restes d'une voûte en berceau qui devait protéger la partie inférieure de la tour.
La tour sud-ouest, couverte d'une toiture, a été probablement refaite, dans sa partie supérieure, en 1577. Durant la campagne de restauration sous la direction d'Henri Rapine (voir section Histoire) la tour a été couverte par un toit à pente faible. De hautes arcatures à arcs légèrement brisés sont visibles.
Le portail en plein cintre est sans décoration. Il est protégé par une bretèche à mâchicoulis datée de la fin du XIIIe ou du début du XIVe siècle. Les crénelages ont été ajoutés au XIXe siècle par Henri Rapine.

#### Mur sud

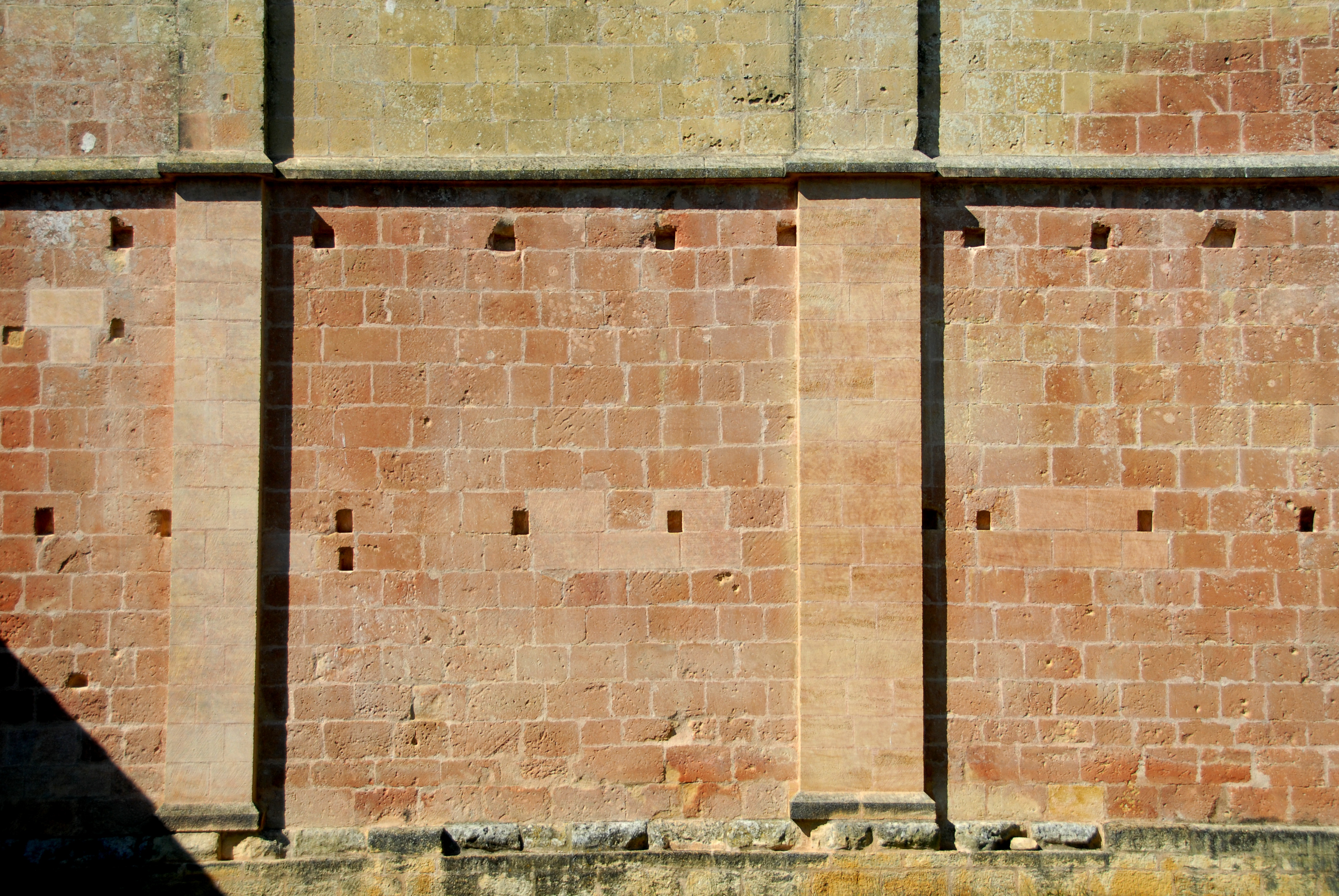
Traces d'incendies sur le mur sud de l'église

Ce mur est accolé aux ruines du cloître (voir ci-dessous). Il présente de façon nette des traces rouges d'un incendie. Or, un contrefort situé près de la porte de communication entre l'église et le cloître ne présente pas ces traces. Ce contrefort est daté de 1525 ainsi que l'atteste une inscription. Par conséquent, l'incendie est antérieur à 1525.
Deux traditions orales attribuent cet incendie soit aux albigeois en 1214, soit aux Anglais en 1442, pendant la guerre de Cent Ans (voir la chronologie en-tête de ce chapitre).
La position des fenêtres sur ce mur ne correspond ni à la position des contreforts ni des arcatures. Les contreforts de ce mur sont en fait ceux de l'église primitive qui ont été prolongés. Les fenêtres correspondent à une église à coupoles plus élevée, et non pas à l'église à voûtes gothiques que l'on peut voir (voir section ci-dessous : intérieur).

#### Abside est
Au pied de l'abside se trouvent quelques tombes vides de moines ou d'aristocrates.
L'abside, initialement semi-circulaire comme l'attestent des vestiges retrouvés dans les caves des habitations limitrophes, a été détruite en 1577. Elle a été remplacée au XVIIe siècle par une abside plate munie d'une échauguette.

### Intérieur

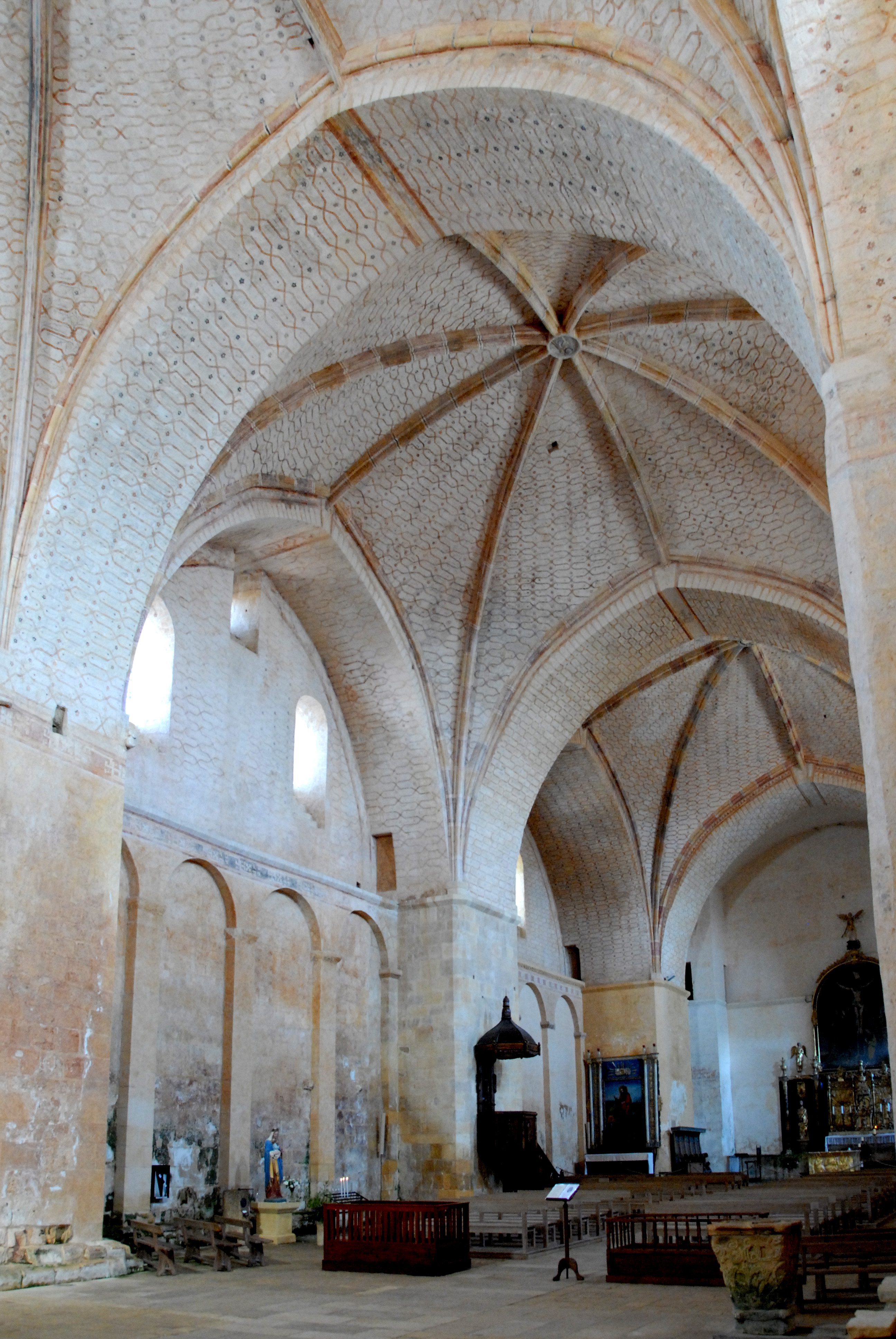
Intérieur de l'église.

#### Architecture
Formé d’une nef unique à trois travées de 52 m de long et de 15 m de large à l’intérieur, les voûtes s’élèvent jusqu’à 18 m de hauteur. La travée située juste avant le chœur (ou « avant-chœur ») est un peu plus large que les deux autres en raison de la plus grande largeur des arcs formerets. Ces 3 travées sont limitées par 8 gros piliers. Le chœur, très court, est voûté en berceau et se termine par un chevet plat. Les murs de la nef sont renforcés par une haute et étroite arcature qui porte un chemin de circulation (ou « coursière ») qui passe au-dessous des arcs formerets, traverse ces arcs et les arcs doubleaux, ce qui a pu être un facteur de fragilisation. Au-dessus sont percées des ouvertures de style roman sévère.
À partir des piles ont été lancés de grands et larges arcs doubleaux et formerets. Si on compare l’église à celles de la cité de Périgueux ou de Souillac, on peut penser que ces dix arcs au profil brisé et aux piliers massifs sur lesquels ils reposent étaient probablement prévus pour soutenir 3 coupoles.
L’ensemble précédemment décrit est roman (XI – milieu du XIIe siècle). Or les voûtes sont des voûtes gothiques sur croisées d’ogives (milieu du XIIe – XIIIe siècle), de style angevin (très bombées).
L'absence de traces de calcination sur les voûtes indique que celles-ci sont postérieures. Plusieurs hypothèses sont avancées : un incendie a pu se déclarer lors de leur construction (emploi massif du bois pour les échafaudages) ou l'incendie a pu se déclarer après la construction des coupoles (par exemple à cause des incursions des albigeois en 1214).
Après l'incendie, les chanoines ont dû être obligés de renforcer la pile sud-ouest qui avait été très fragilisée, et, par souci de symétrie, de construire un chemisage de l’autre côté. Lorsque la reconstruction de la voûte a débuté, la technique de la voûte angevine était apparue et, faute de moyens ou par souci d’économie, les chanoines ont opté pour cette nouvelle technique.
L’incendie a abîmé les sculptures en bas-relief romanes, visibles en particulier dans l’avant-chœur, qui ornent les impostes des arcatures et les chanfreins des coursières : on observe des palmettes, des billettes et des rinceaux.
Dans les deux travées ouest, l’arcature renforce les murs de la première église qui sont ainsi épaissis à l’intérieur. Dans la travée la plus occidentale, la dernière arcature de chaque côté est coupée au niveau des piles supportant les deux clochers. Ceci s’explique si l’on tient compte du fait que les travaux ont débuté dans chaque travée par l’arcature. Celle-ci était bâtie quand les chanoines décidèrent probablement de doter l’édifice de deux clochers soutenus par des piles évidées (pour pouvoir y monter), qui devaient être plus volumineuses pour assurer la solidité des voûtes et du clocher : la dernière arcature est donc coupée.
Le chevet, plat, est postérieur aux guerres de religion (1577, voir la chronologie plus haut). La fenêtre actuellement bouchée et la bretèche qui la surmonte sont caractéristiques du XVIIe siècle. Le chevet primitif avait une forme semi-circulaire. Des vestiges de l'ancien chevet ont en effet été retrouvés à l'extérieur (base de colonne engagée datée du XIIe siècle et reste de paroi courbe du côté nord).

#### Décoration
Les murs et les voûtes présentent une belle décoration gothique peinte formée d'entrelacs rouges sur fond jaune.
Sur le mur sud de la deuxième travée s’observent des peintures du XIVe siècle redécouvertes lors des travaux de restauration des années 1990, dont les motifs évoquent les tissus orientaux. Ces peintures recouvrent le décor gothique évoqué précédemment. Elles montrent des médaillons alignés sur quatre rangées placés entre deux bandes verticales ornées d’un entrelac. À l’ouest, chaque médaillon montre un lion sur fond jaune, celle de l’est des médaillon sur fond vert enfermant deux animaux qui s’affrontent. Ces médaillons sont soulignés par des perles flanquées par des végétaux. Une litre funéraire noire court sur le mur sud.
La frise qui court sous la corniche située sous les coursières est également datée du XIVe siècle : elle recouvre en effet le décor gothique du XIIIe siècle. Les faces montrent des rinceaux et des entrelacs. Deux lions à têtes humaines, à queues terminées par un fleuron, sont en position affrontée.

#### Mobilier
Le bénitier à l'entrée est daté du IXe siècle. Il peut s'agir d'un vestige de l'église Notre-Dame-du-Val.
L'autel doré est contemporain (fin XXe siècle).
Le retable, de style baroque, date du XVIIIe siècle (à gauche : saint Pierre, à droite : saint Paul).

## Cinéma et télévision
L'église de Saint-Avit-Sénieur a été le décor d'un tournage pour la série Draculi & Gandolfi de Guillaume Sanjorge,.

### Sources et bibliographie
- Saint-Avit-Sénieur, dans Félix de Verneilh, L'architecture byzantine en France, Librairie archéologique V. Didron, Paris, 1851, p. 201-207 (lire en ligne), planches 11 (voir)
- Jules Banchereau, Saint-Avit-Sénieur, dans Congrès archéologique de France 90e session. Périgueux. 1927, p. 166-175, Société française d'archéologie, Paris, 1928 (lire en ligne)
- Dictionnaire des églises de France, Belgique, Luxembourg, Suisse (Tome III-B), p. 147-149, Robert Laffont, Paris ;
- Le pays Beaumontois, Inventaire général du Patrimoine, Bordeaux, 2000,  (ISBN 2909423735) ;
- Jean Secret - Périgord roman, p. 26-27, Éditions Zodiaque, coll. « la nuit des temps », La Pierre-qui-Vire, 1968 ;
- Pierre Dubourg-Noves, Saint-Avit-Sénieur, p. 179-199, dans Congrès archéologique de France. 137e session. Périgord Noir. 1979, Société Française d'Archéologie, Paris, 1982.
- Michelle Gaborit, Aspect de la peinture murale médiévale en Périgord, dans Congrès archéologique de France. 156e session. Monuments en Périgord. 1998, Société française d'archéologie, Paris, 1999, p. 83-93
- Philippe Oudin, Mille et un motifs pour Saint-Avit-Sénieur, p. 90-93, Le Festin, numéro spécial L'Aquitaine monumentale, septembre 2004  (ISBN 2-915262-12-8)